# Silvestre Igoa
Silvestre Igoa Garciandia (* 5. September 1920 in Añorga; † 31. Mai 1969 in San Sebastián) war ein spanisch-baskischer Fußballspieler.
Während seiner aktiven Karriere spielte der torgefährliche Stürmer für den FC Valencia, Real Sociedad und den FC Granada. Bei der Weltmeisterschaft 1950 gehörte er zum Aufgebot der Nationalmannschaft und erzielte bei fünf Einsätzen zwei Treffer.

## Erfolge
- Spanischer Meister: 1942, 1944, 1947
- Spanischer Pokal: 1949